# Huta Metali Nieżelaznych Szopienice

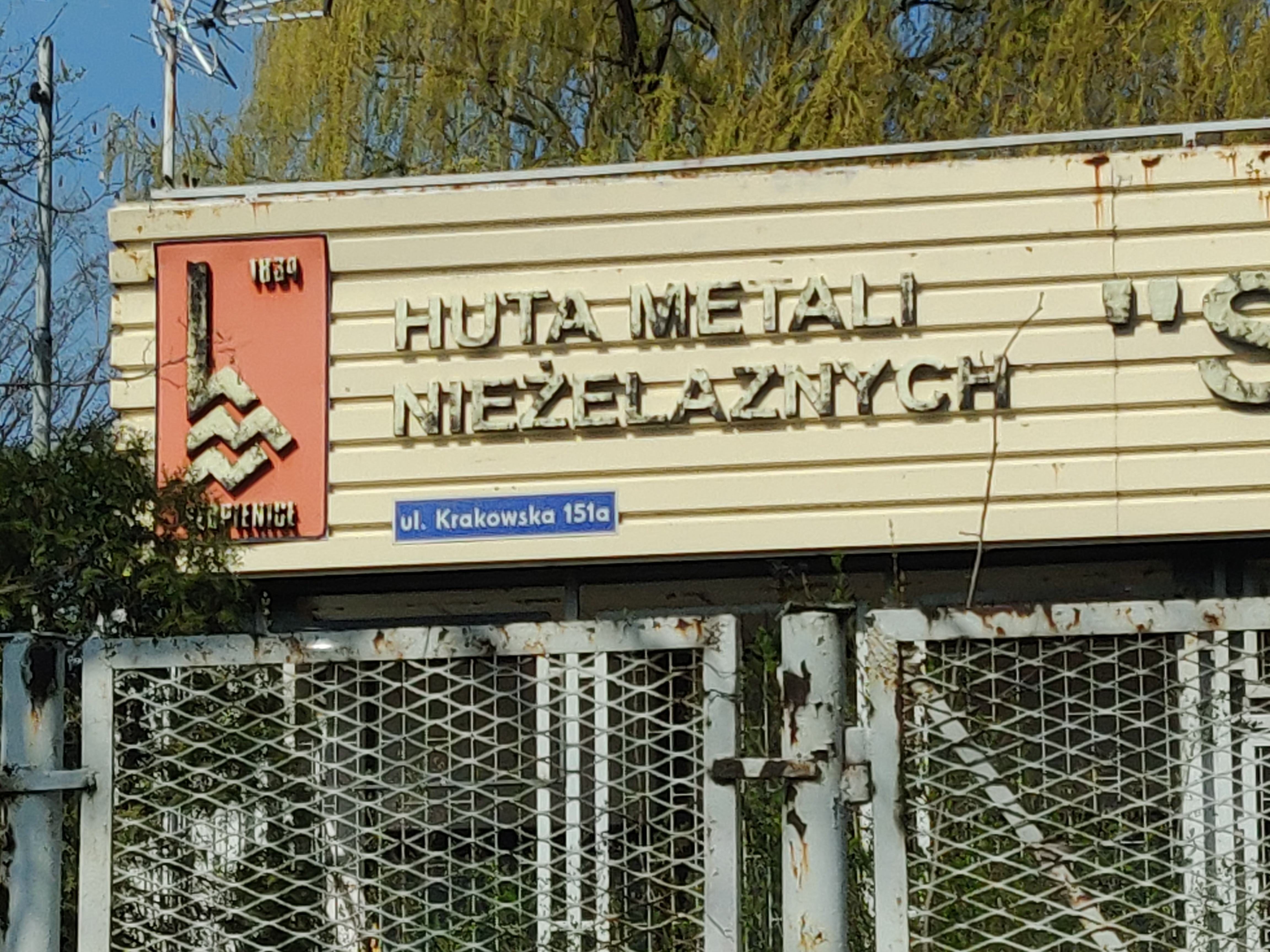
Logo HMN na budynku przy ul. Krakowskiej

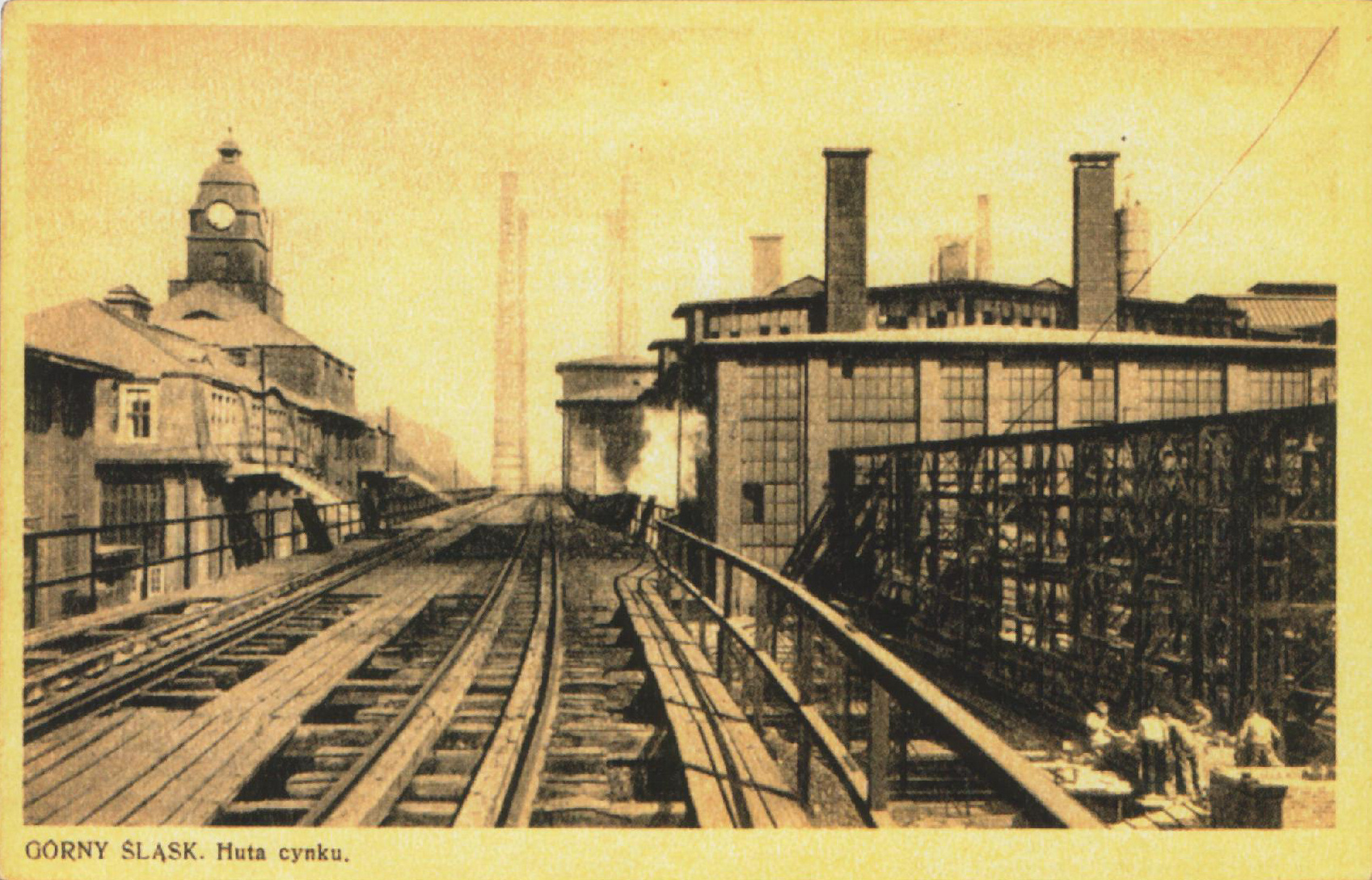
HMN Szopienice na pocztówce z roku 1938

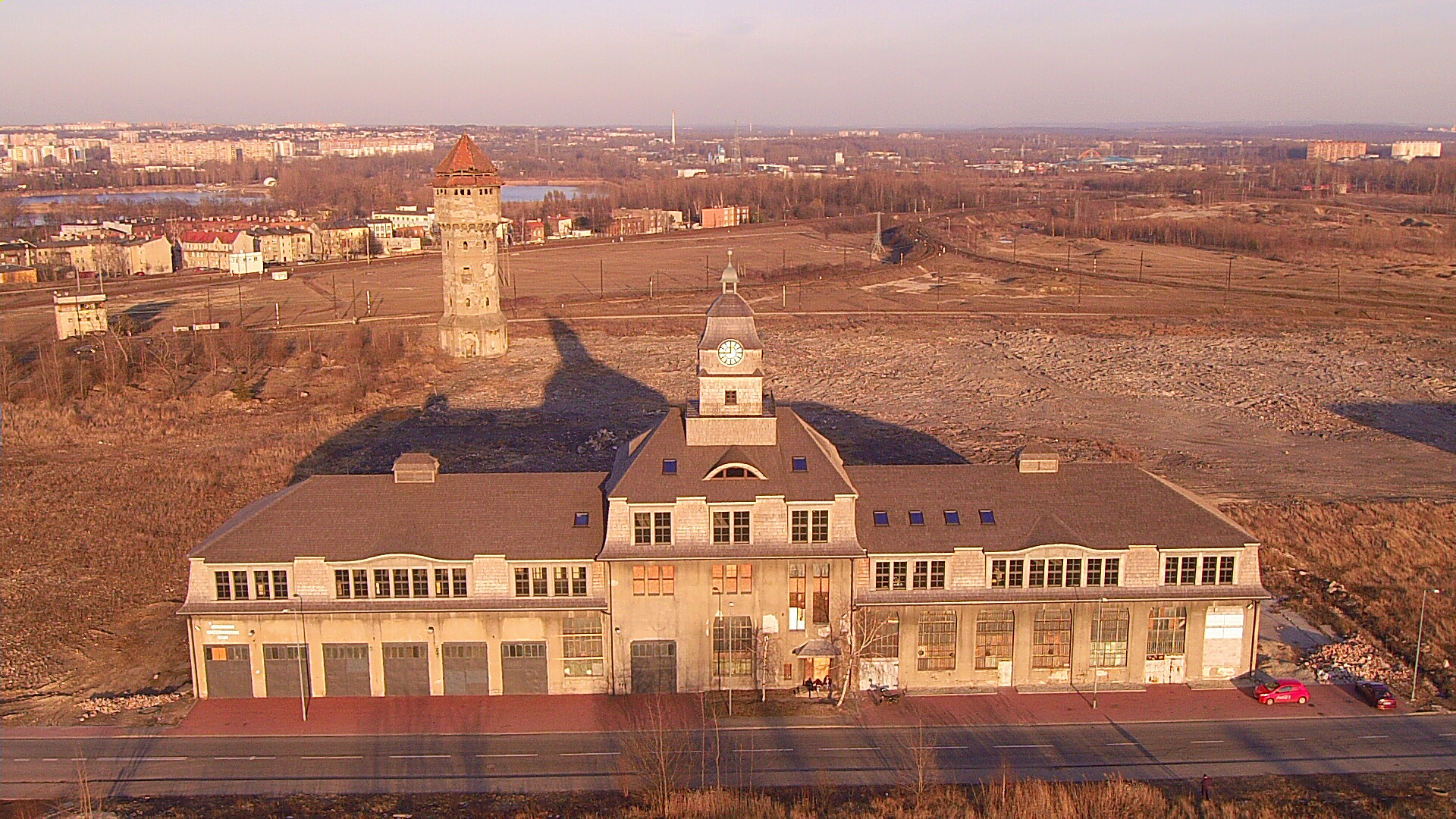
Pozostałości po hucie z lotu ptaka 2017

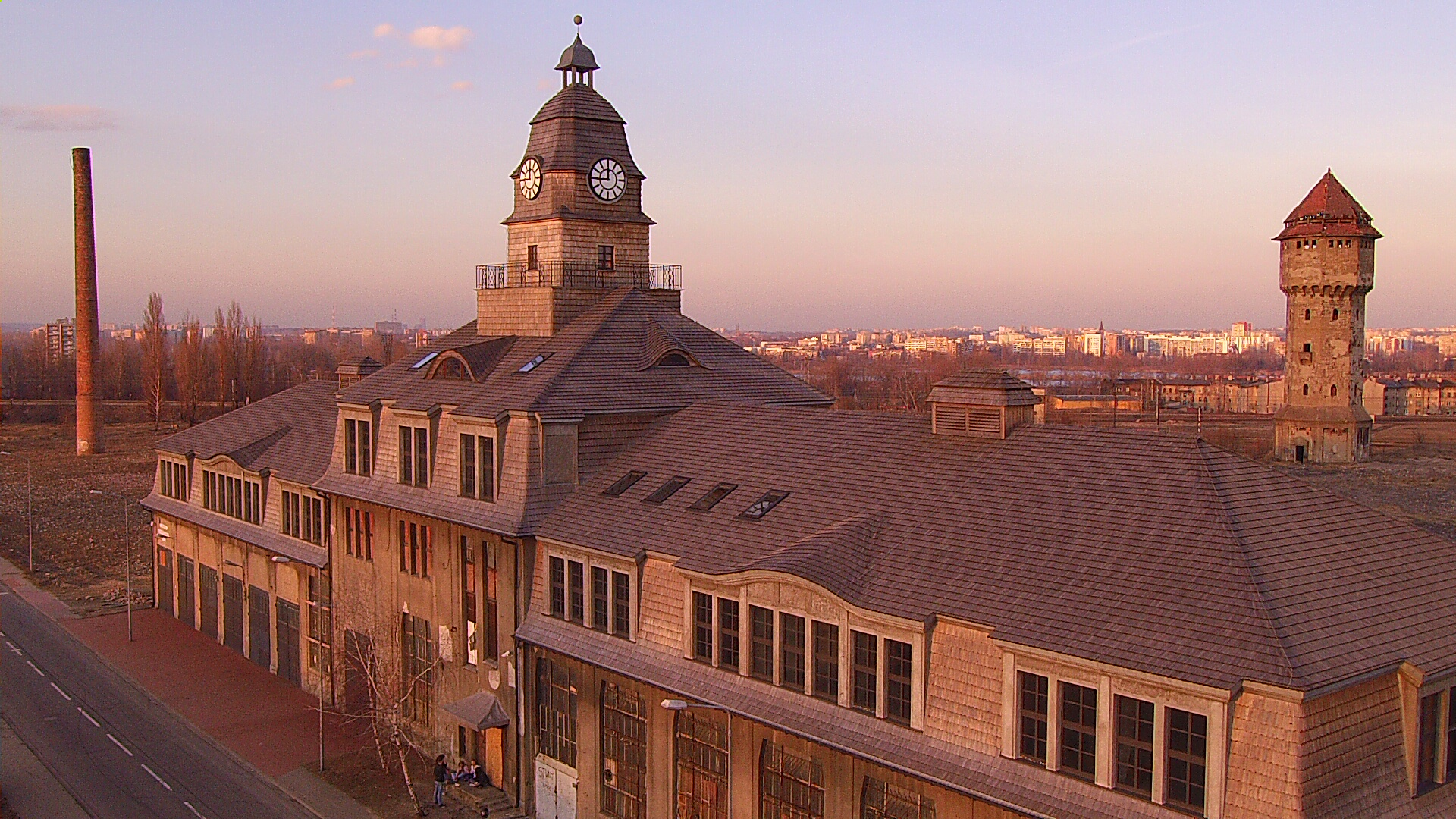
Pozostałości huty z lotu ptaka 2017

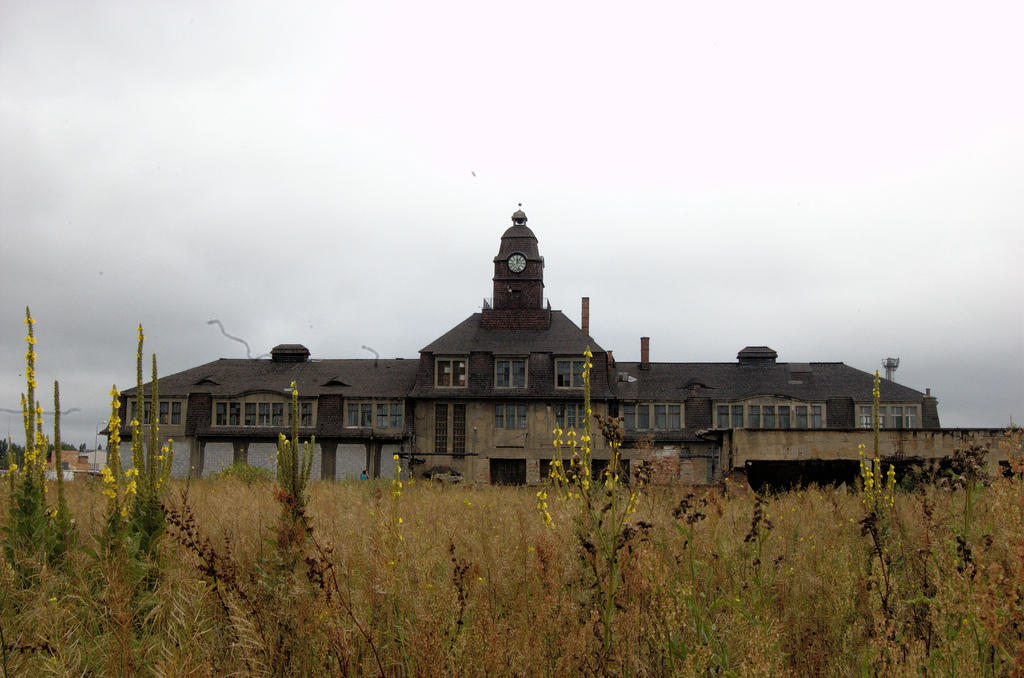
Zabudowania dawnej huty „Uthemann”

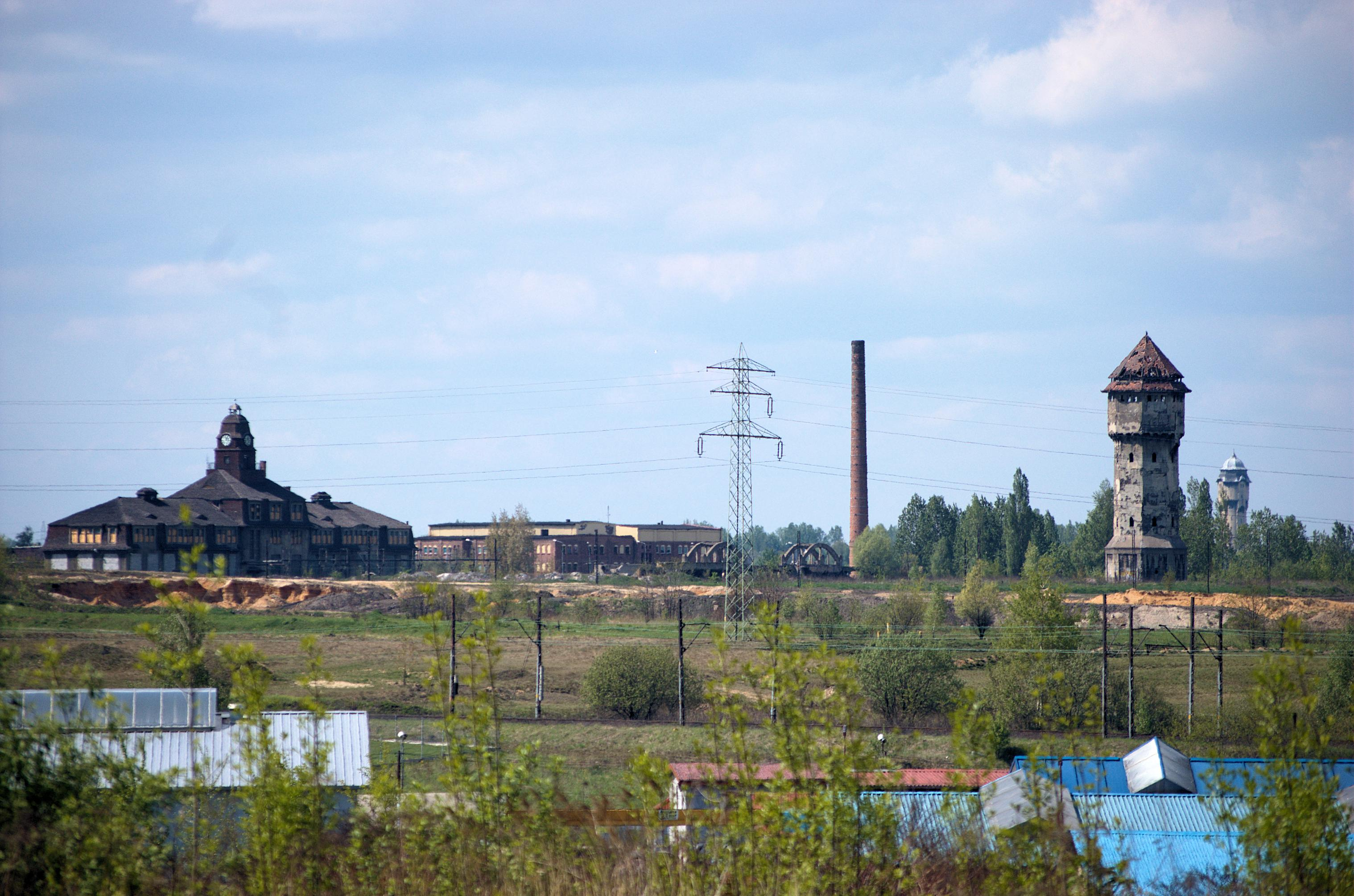
Zabudowania dawnej huty cynku „Uthemann”

Huta Metali Nieżelaznych Szopienice Spółka Akcyjna – huta istniejąca od 1834 w katowickiej dzielnicy Szopienice. Była jednym z największych w Polsce producentów wyrobów walcowanych z miedzi i mosiądzu – taśm, blach, krążków oraz rurek cienkościennych. W 2008 została postawiona w stan likwidacji.

## Historia
Jej początki sięgają 1834, kiedy przedsiębiorstwo Bergwerksgesellschaft Georg von Giesches Erben uruchomiła w Szopienicach hutę cynku „Wilhelmina” (obecnie rejon ul. Krakowskiej). Po rozbudowie, na początku XX wieku huta stała się największym na Śląsku producentem metali nieżelaznych i największym ośrodkiem produkcji kadmu na świecie.
Zabudowania huty cynku Uthemann zostały zaprojektowane przez Georga i Emila Zillmannów.
Od 1972 funkcjonuje jako Huta Metali Nieżelaznych „Szopienice”. W 2000 huta, działając dotąd jako przedsiębiorstwo państwowe, została sprywatyzowana, a nowo powstała spółka akcyjna stała się częścią grupy kapitałowej Impexmetal SA, zaś w 2005 weszła w struktury grupy kapitałowej Grupa Kapitałowa Boryszew.
26 września 2008 Walne Zgromadzenie Akcjonariuszy w Warszawie uchwałą zdecydowało o tym, że Huta Metali Nieżelaznych „Szopienice” Spółka Akcyjna zostanie rozwiązana i rozpocznie się proces jej likwidacji. W listopadzie 2008 sąd wstrzymał likwidację spółki na wniosek skarbu państwa.
13 listopada 2011 częściowo spłonął zabytkowy budynek dawnej dyrekcji huty „Uthemann” (cechownia) przy ul. ks. Woźniaka.

## Działalność
HMN Szopienice była największym polskim producentem wyrobów walcowanych z miedzi i mosiądzu, w tym taśm, blach, bloków, płyt, krążków oraz rurek cienkościennych z miedzi i jej stopów. Moce produkcyjne przed likwidacją sięgały 40 tys. ton wyrobów rocznie. Obecnie na terenie byłej huty działają różne firmy i przedsiębiorstwa, m.in.: MISTAL Sp. z o.o., Baterpol SA, Elektrociepłownia Szopienice Sp. z o.o. Na terenie huty działa też Muzeum Hutnictwa Cynku, które znajduje się w dawnej walcowni cynku.

## Obiekty zabytkowe
Na terenie huty znajdują się obiekty nieruchome, objęte ochroną konserwatorską zabytków:
- zespół zabudowy dawnej huty cynku z lat 1908–1912: hala nr 1 pieców destylacyjnych wraz z kominami, budynek muflarni, magazynu blendy, cechowni, wieża ciśnień, portiernia nr 1, wysoka kolejka wąskotorowa na estakadzie; zespół wzniesiono w stylu modernizmu (zespół wpisano do rejestru zabytków 30 lipca 1978, nr rej.: A/1227/78; muflarnia, magazyn blendy i estakada kolejki wąskotorowej zostały skreślone z rejestru zabytków decyzją Ministra Kultury i Dziedzictwa Narodowego z dnia 10 lipca 2007 roku)[8];
- budynek dawnej walcowni z wyposażeniem, wzniesiony w 1904 (wpisany do rejestru zabytków 23 czerwca 2010 roku, nr rej.: 308/10[9]);
- budynek dawnej kotłowni, wzniesiony w 1904;
- dawny warsztat mechaniczny, wzniesiony w latach trzydziestych XX wieku;
- dawny warsztat mechaniczny z lat dwudziestych XX wieku;
- budynek obecnie używany jako Izba Tradycji Hutniczych, wzniesiony w drugiej połowie XIX wieku;
- zespół budynków dawnej lokomotywowni z końca XIX wieku;
- dawny budynek socjalny z końca XIX wieku;
- dawny budynek stolarni, wzniesiony na początku XX wieku;
- dawny budynek wagonowni, wzniesiony w latach osiemdziesiątych XIX wieku.

W obrębie budynku dawnej walcowni ochroną, na podstawie przepisów odrębnych, objęte są obiekty wyposażenia, wpisane do rejestru zabytków ruchomych:
- linia walcarek jednoklatkowych (I), w skład której wchodzi walcarka do walcowania wlewków z klatkami roboczymi, typu „duo” oraz silnik parowy z kołem zamachowym (linia została wpisana do rejestru zabytków 30 lipca 2003, nr rej.: B/41/03);
- linia walcarek jednoklatkowych (II), która składa się z walcarki do walcowania wlewków z klatkami typu „duo” oraz silnika parowego z kołem zamachowym (linia została wpisana do rejestru zabytków 30 lipca 2003, nr rej.: B/42/03);
- linia walcarek dwuklatkowych (IV), została wpisana do rejestru zabytków 30 lipca 2003, nr rej.: B/44/03;
- linia walcarek dwuklatkowych (m), która składa się z dwóch walcarek do walcowania blach cynkowych z klatkami typu „duo” oraz silnika parowego z kołem zamachowym (linia została wpisana do rejestru zabytków 30 lipca 2003, nr rej.: B/43/03).

## Akcjonariat
W 2008 Hutmen SA posiadał 62%, Skarb Państwa 32% akcji, pozostali akcjonariusze 6%.

## Zanieczyszczenie środowiska
Naukowcy z Wydziału Biologii Uniwersytetu Warszawskiego stwierdzili, że teren w pobliżu huty cynku Szopienice w Katowicach są silnie skażone trującym talem. Ilość tego pierwiastka chemicznego kilkaset razy przekracza dopuszczalne normy. W pobliżu składowany w osadnikach ziemnych jest też niebezpieczny szlam cynkowy. W latach 70. XX w. emisja nieoczyszczonych spalin (zainstalowane na kominach filtry okazały się atrapami) była także przyczyną znacznej liczby zachorowań na ołowicę wśród dzieci, które leczyły m.in. Wiesława Wilczek, Bożena Hager-Małecka i Jolanta Wadowska-Król.

## Nagrody
Zakład został odznaczony Orderem Sztandaru Pracy I klasy.